# Traubenlese

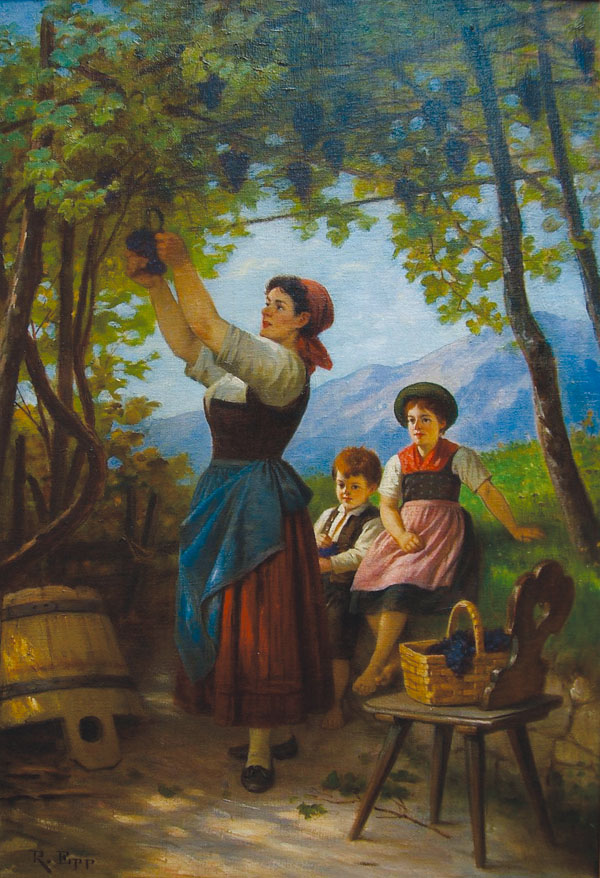
Rudolf Epp: Die Traubenlese, um 1905

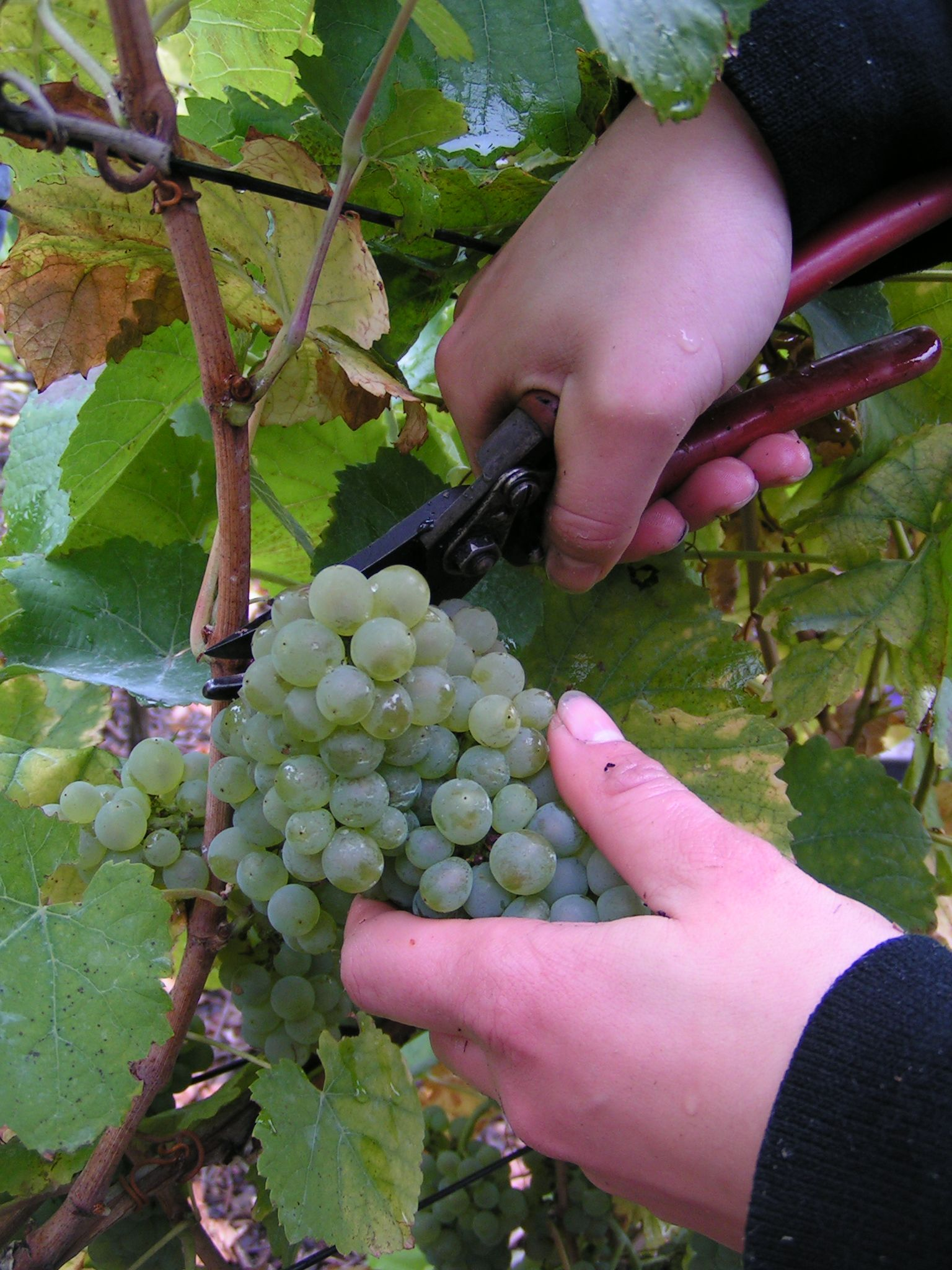
Manuelle Weinlese

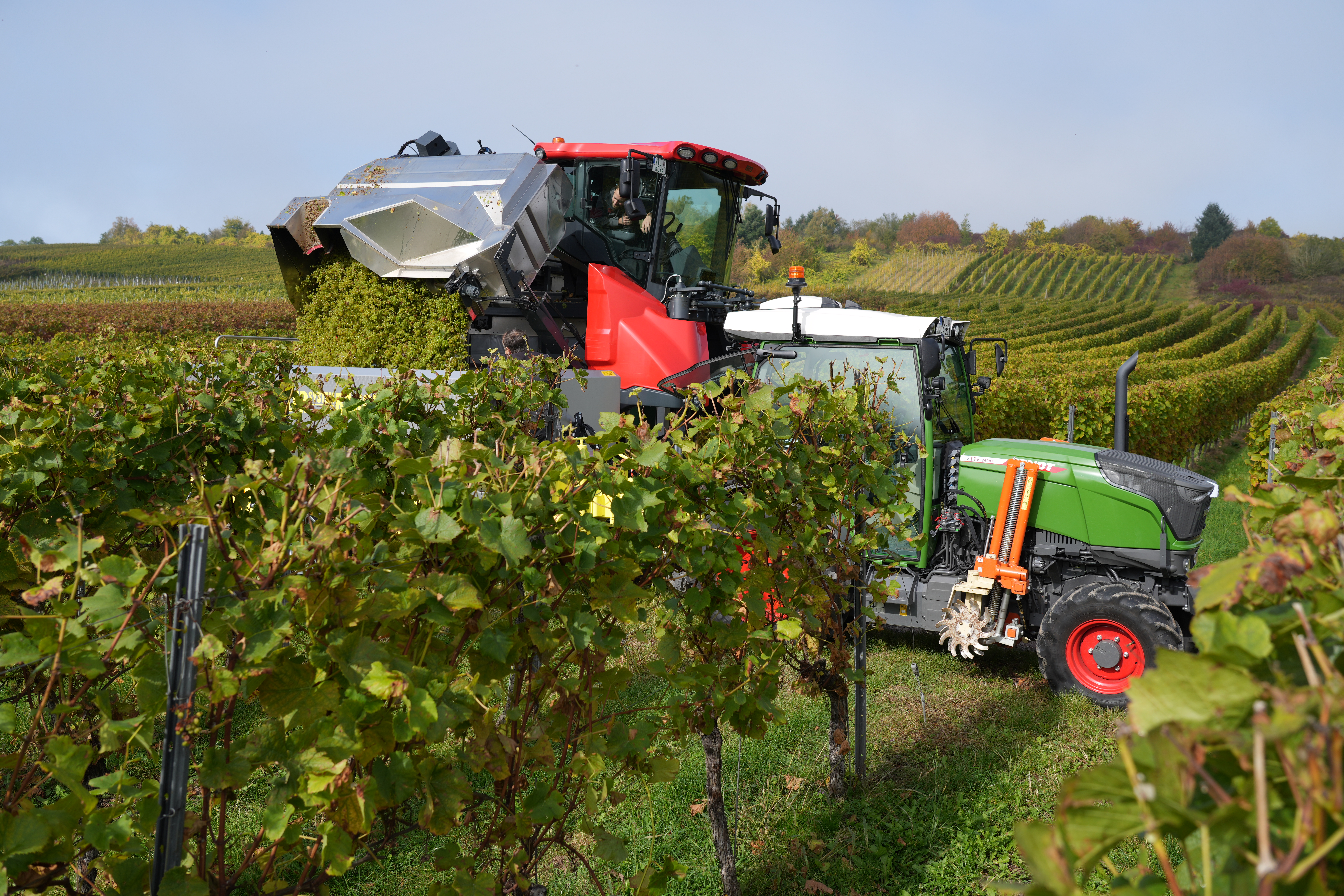
Weinlese an der Mosel

Die Traubenlese, auch Weinlese oder Weinernte, bezeichnet im Weinbau die Ernte der Weintrauben. Die Tätigkeit wird auch als Herbsten bezeichnet, was auf die ursprüngliche Bedeutung des Wortes Herbst („Erntezeit“) zurückzuführen ist.
Bei der manuellen Weinlese (traditionell) schneiden die Herbster / Leser (landschaftlich) die reifen Trauben von Hand ab. Dabei besteht auch die Möglichkeit, zur Steigerung der Qualität nur die besonders reifen Trauben auszuwählen (diese Auslese ist namensgebend bei dem gleichnamigen Prädikat innerhalb der Qualitätsweine mit Prädikat).
Geerntet werden nur die reifen Trauben. Die Trauben sollten dabei, mit Ausnahme der edelfaulen Trauben, gesund sein.
Die maschinelle Lese erfolgt durch einen Traubenvollernter, der über die in Reihen angepflanzten Rebstöcke hinwegfährt. Geerntet werden die Trauben dabei durch Schütteln. Die herabfallenden Weinbeeren werden von einem Lamellensystem aufgefangen, das die Rebstöcke unten wandernd umschließt und das Lesegut über ein Förderband in einen Auffangbehälter leitet. Bei diesem Verfahren geraten auch Laub und kleine Äste ins Lesegut. Diese werden zum Großteil durch ein Gebläse entfernt.
Die Lese erfolgt in Mitteleuropa vom Spätsommer bis in den Herbst, je nach Lage und Traubensorte unterschiedlich. Da bei der Lese der Trauben zur Erzeugung von Eiswein die Temperatur nicht höher als −7 °C sein darf, kann sie oft erst im Dezember oder Januar erfolgen.

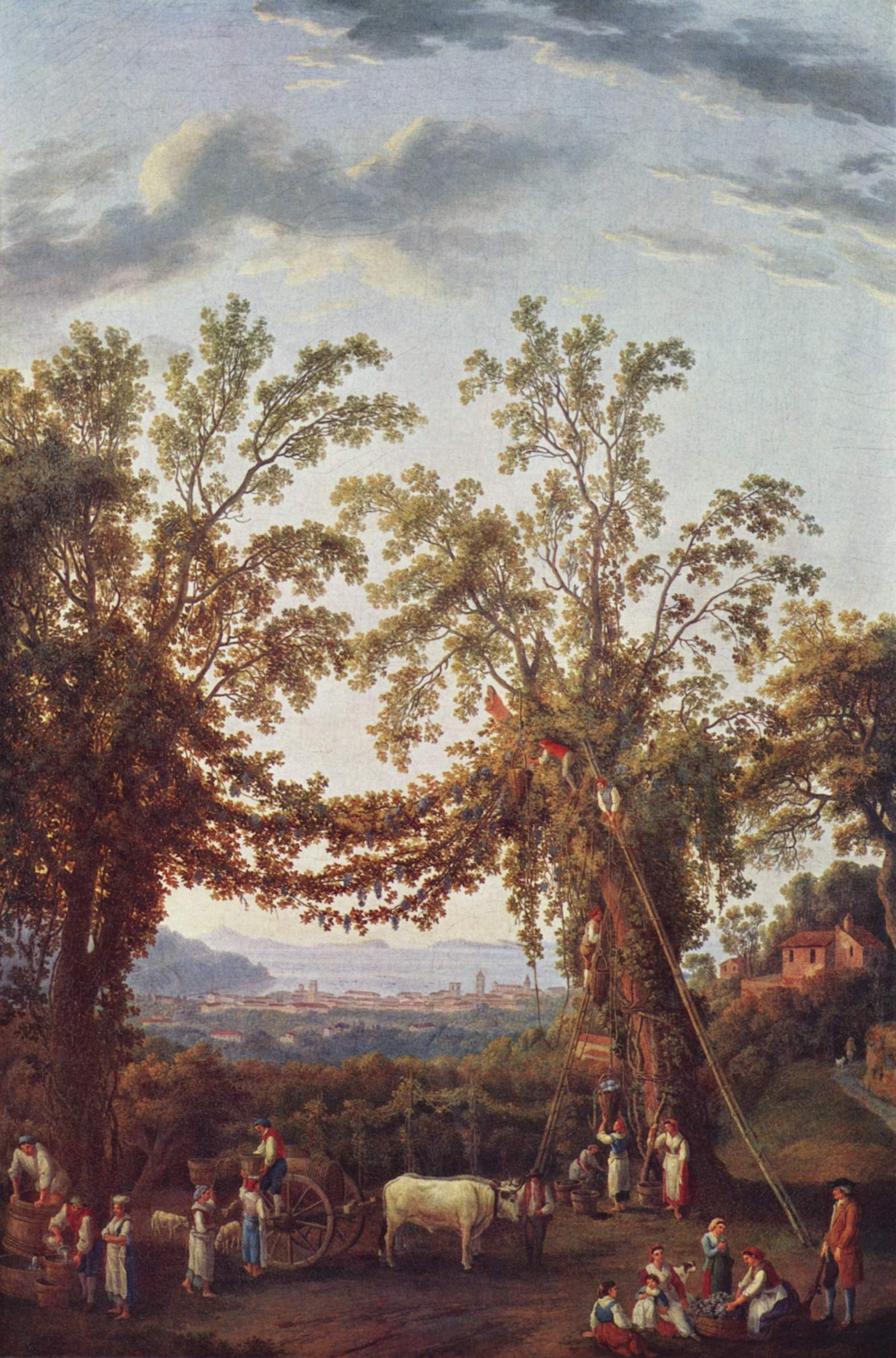
Weinlese bei Sorrent, Jacob Philipp Hackert (um 1784)
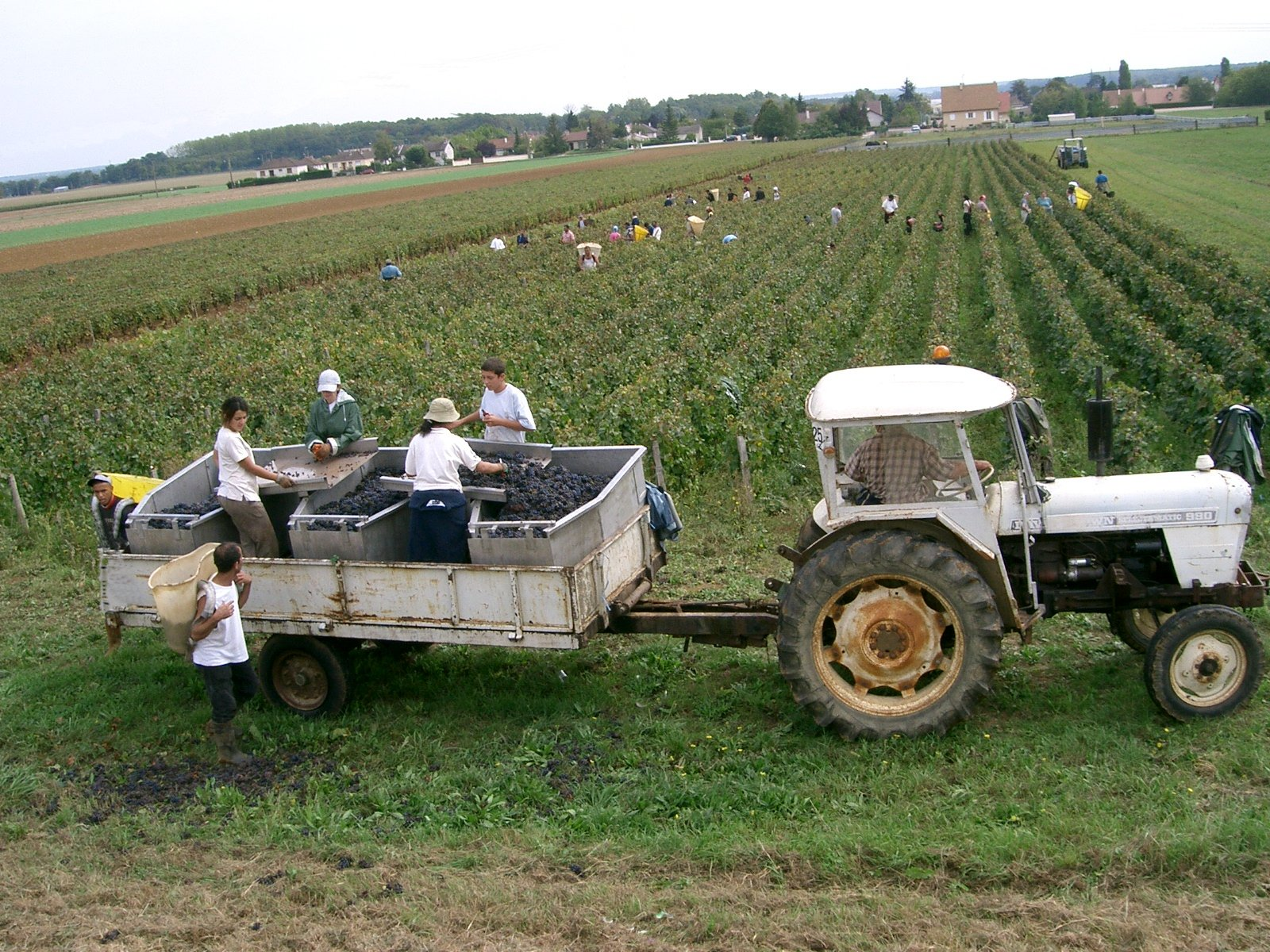
Traubenlese im Burgund
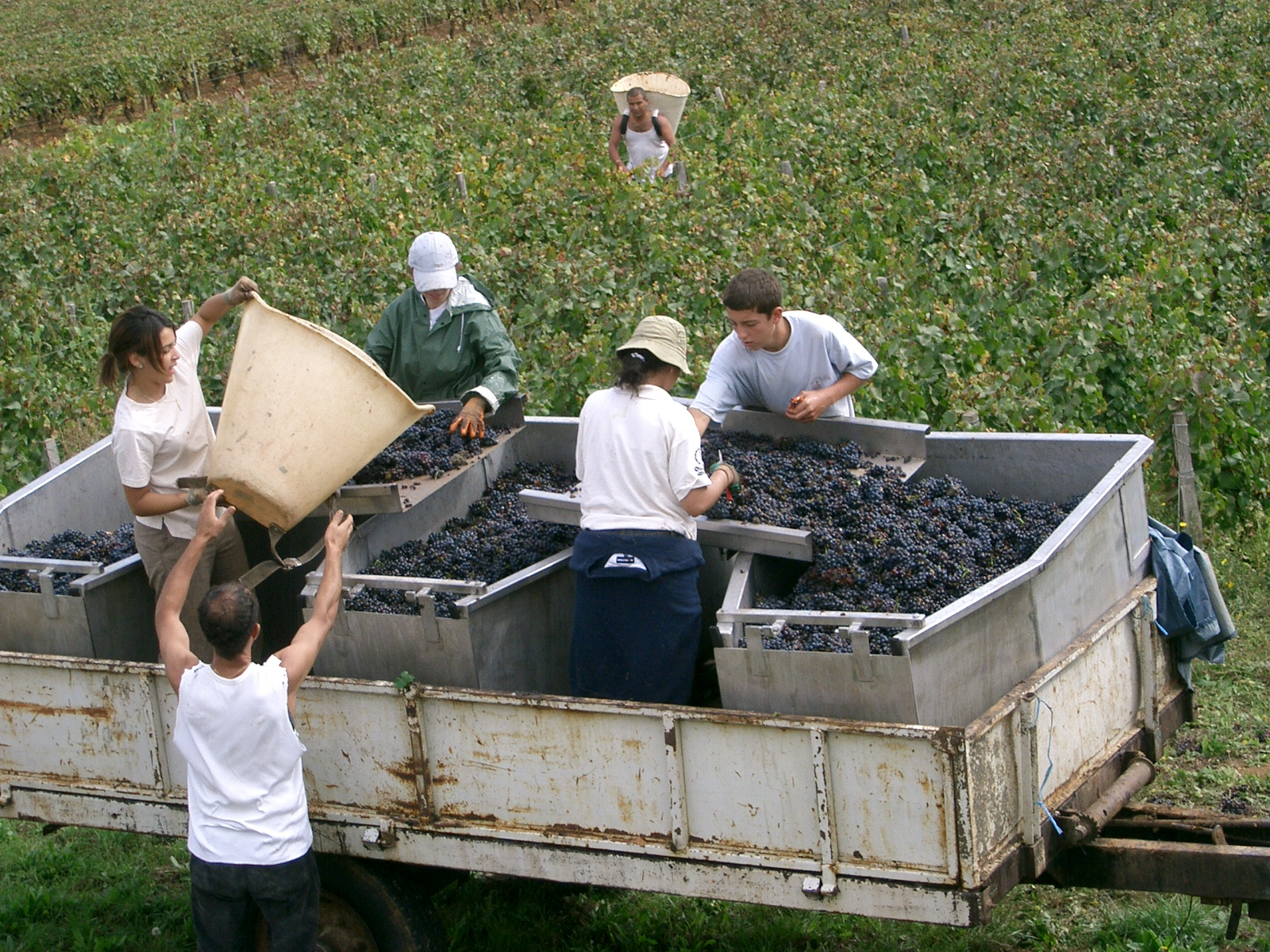
Traubenlese an der Côtes de Beaune im Burgund
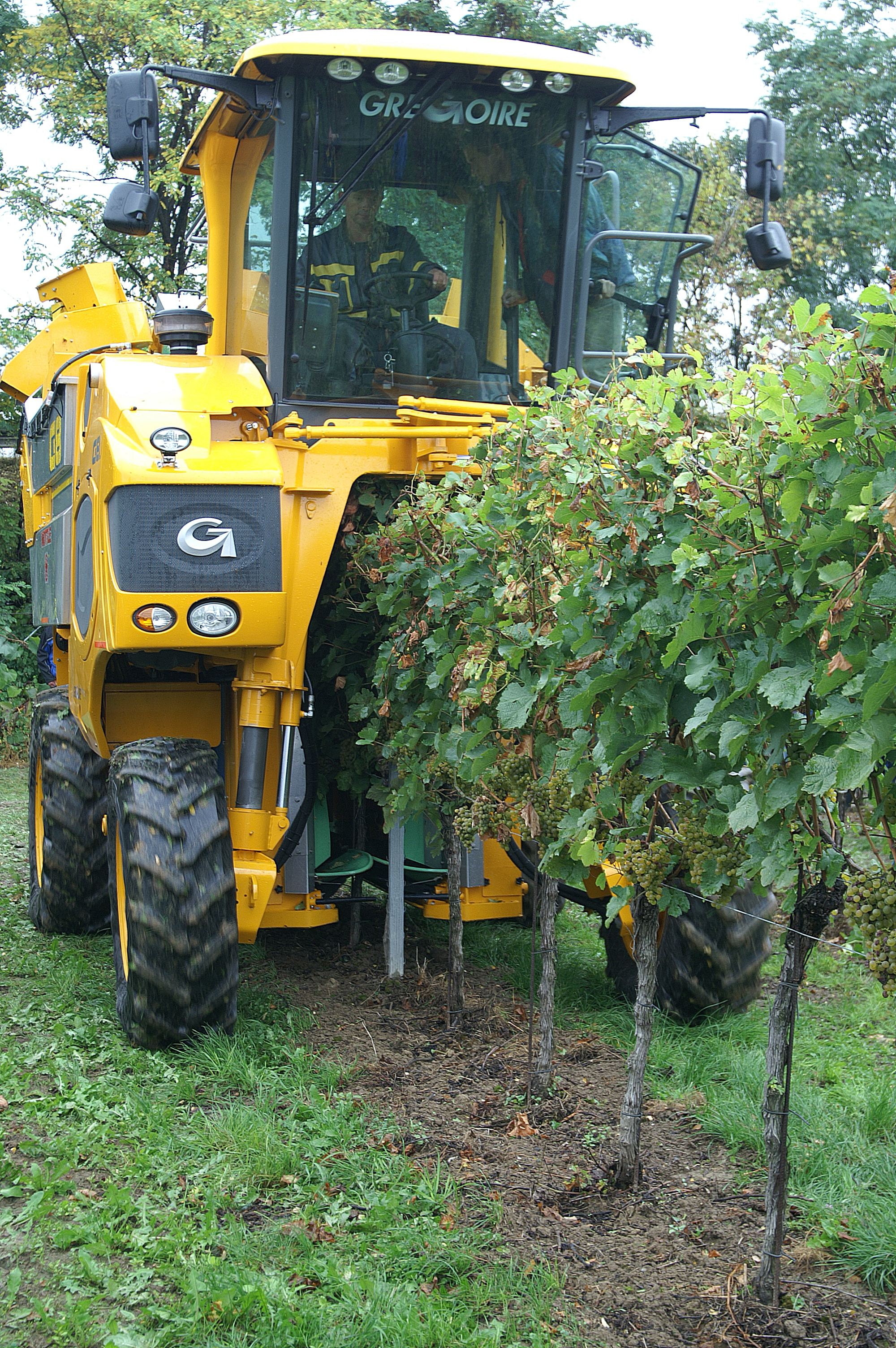
Selbstfahrender Traubenvollernter im Einsatz
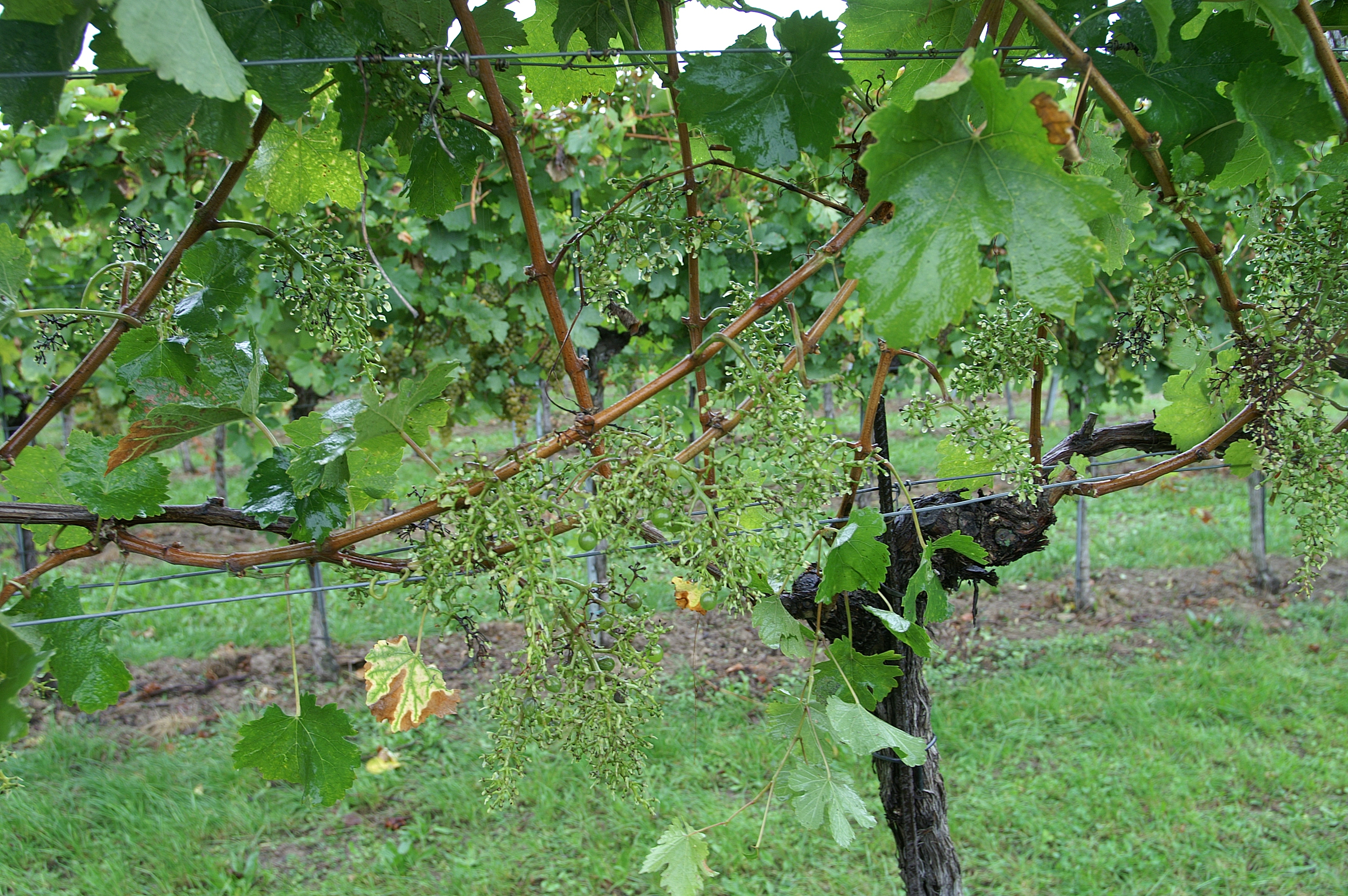
Traubenvollernter schütteln nur die Beeren ab. Es verbleibt das Stielgerüst der Trauben an den Trieben
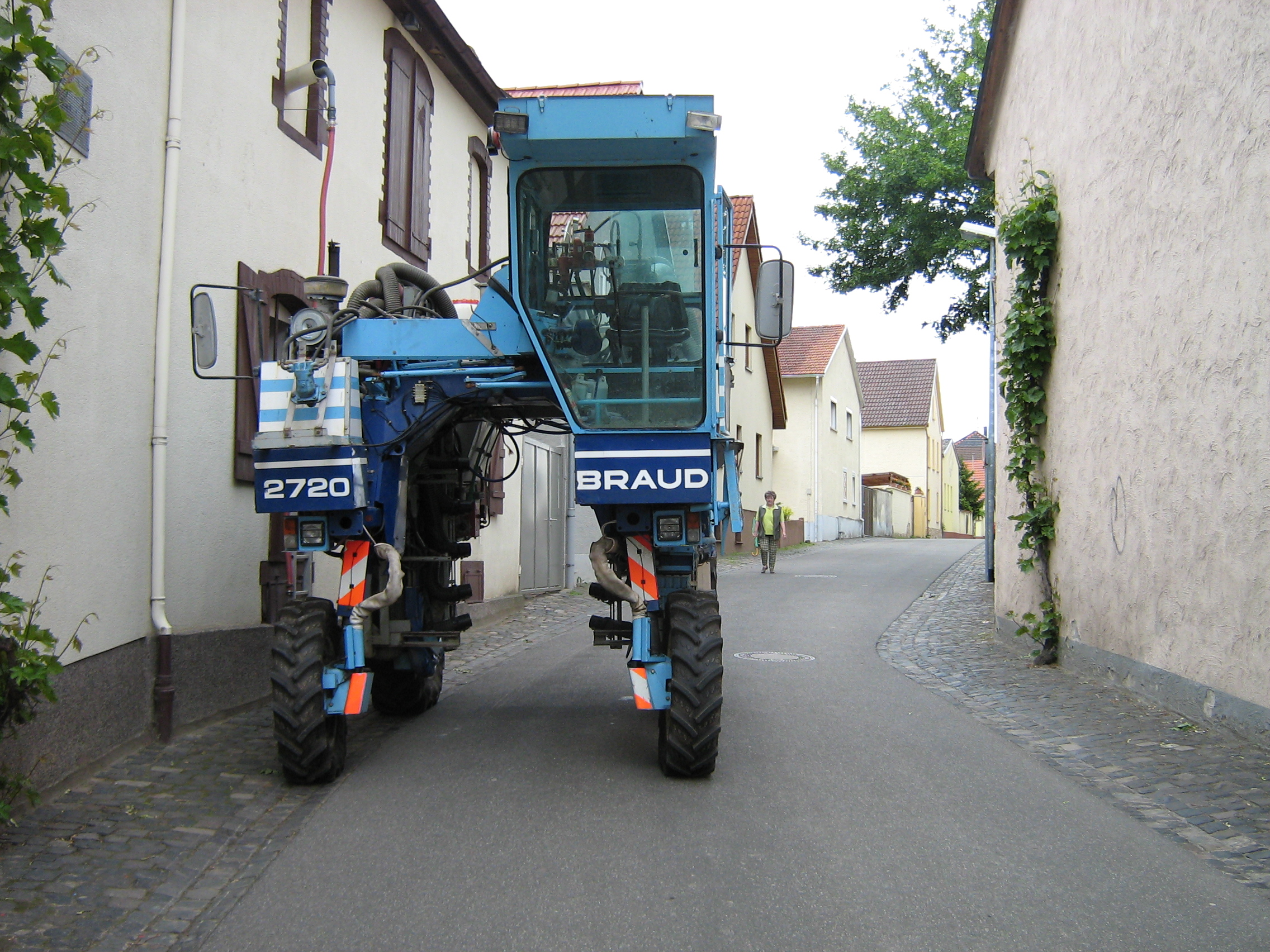
Traubenvollernter
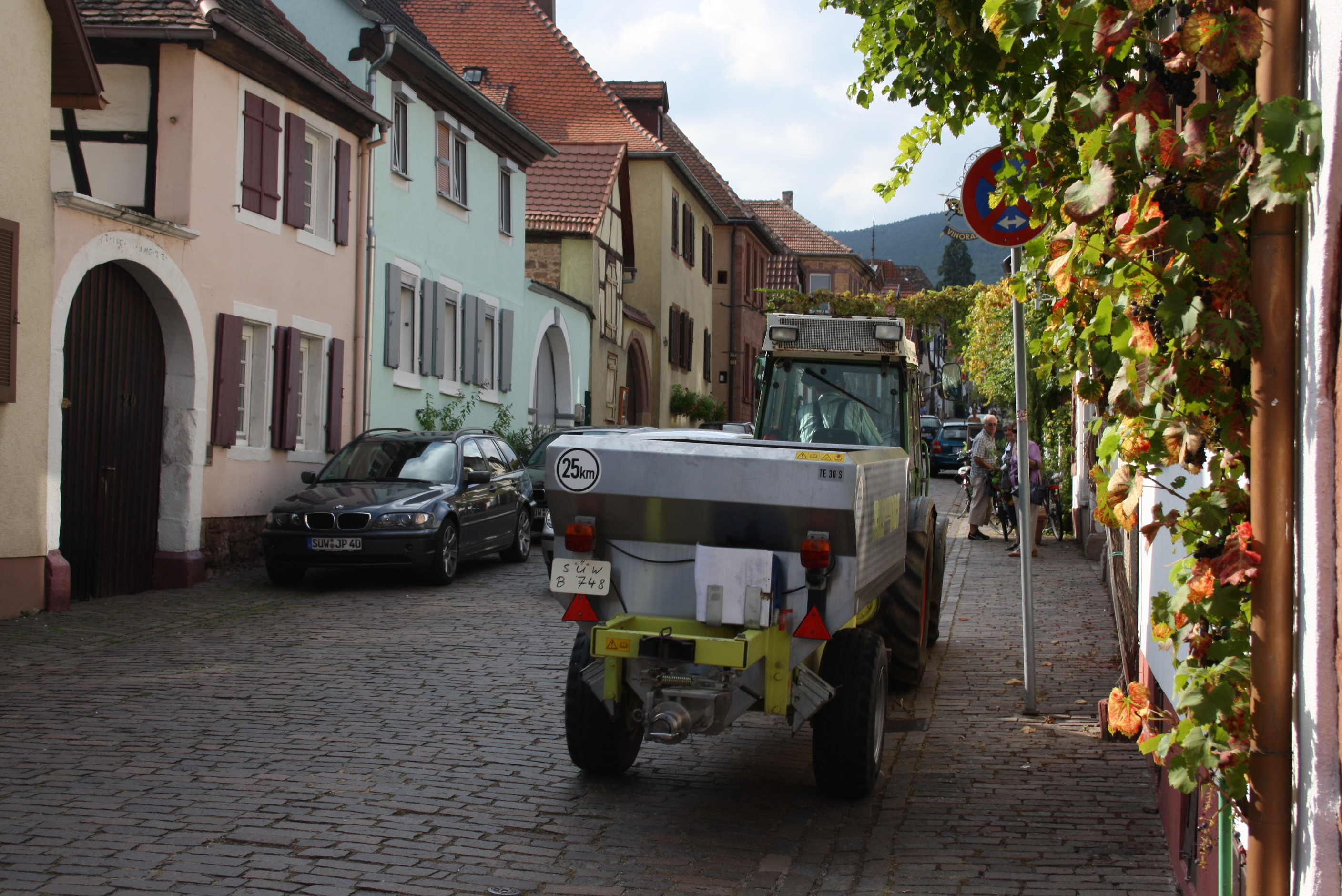
Transport im Traubenwagen zur Weiterverarbeitung in Rhodt